# 鈴木Equator
鈴木Equator（日语：スズキ・イクエーター）乃日產汽車位於美國田納西州士麥那的工廠替鈴木公司OEM代工生產的皮卡貨車，2009年至2012年間僅限北美洲市場販售。該車款以日產Frontier為原型而修改，也是鈴木公司第一輛皮卡貨車。

## 歷史與概要
2008年鈴木公司在芝加哥車展公開此車款，以日產Frontier為原型、經鈴木自行修改車頭造型，分成二門、四門車廂。動力可選擇2.5L直列四缸QR25DE型或4.0L V型六缸VQ40DE型兩種引擎，前者搭配五速手排或自排變速箱，後者則統一採用五速自排變速箱；同時可選購全時四輪驅動系統和加力箱等配備。另外標配LSD限滑差速器、後輪可鎖定式差速器、VDC車輛動態穩定系統、HDC陡坡緩降系統和HSA陡坡起步輔助系統等多項電子配備，以應付各種越野路面。內裝方面則配備了真皮電動座椅（附加熱功能）、藍牙通訊系統、Rockford Fosgate六片CD音響系統附MP3播放功能，安全配備含7具安全氣囊及氣簾、附EBD電子煞車分配功能的ABS防鎖死煞車系統等。
可惜的是，這輛車的銷售成績毫不起眼，譬如2012年度僅出售1,966輛，遂於該年年底停售。

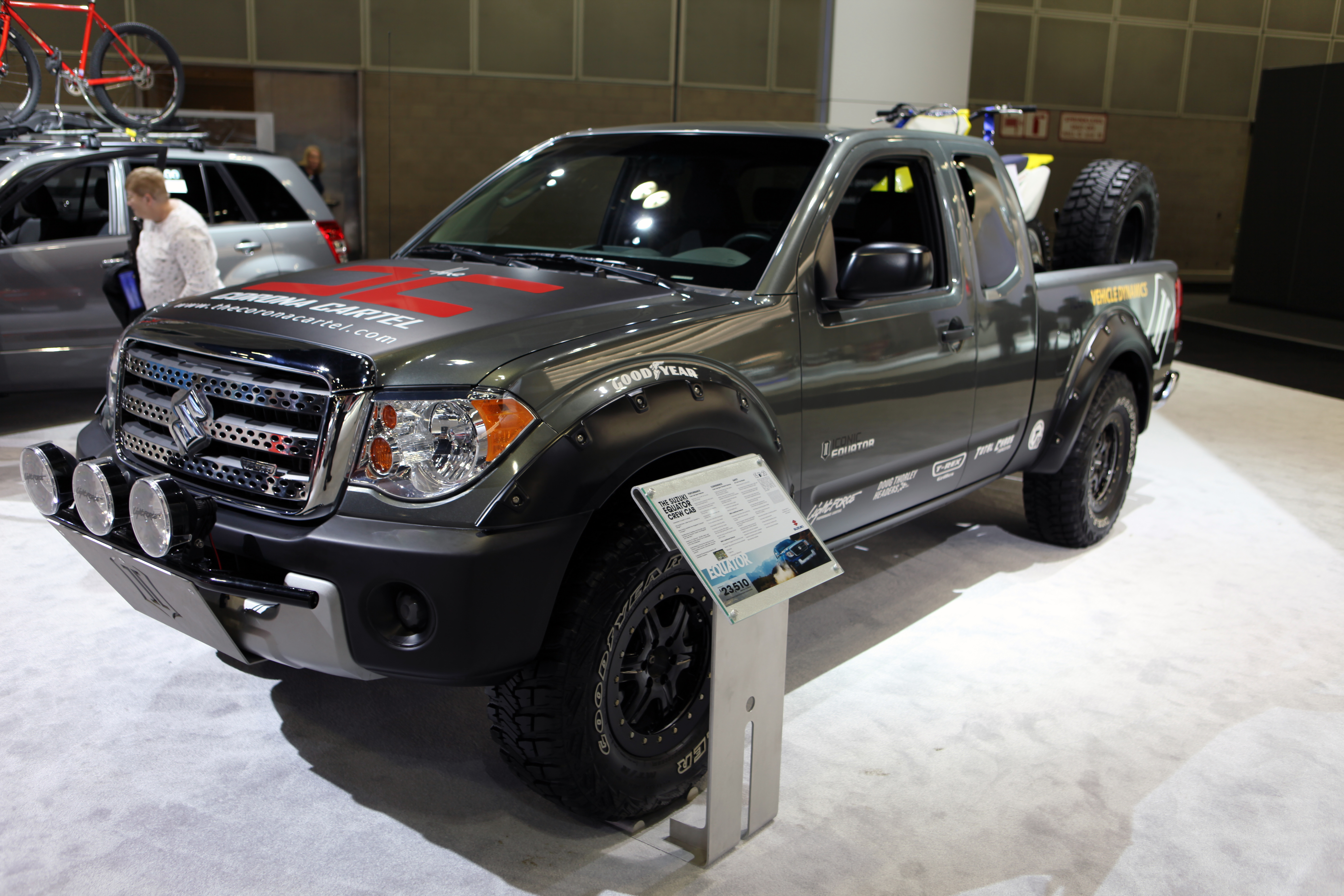
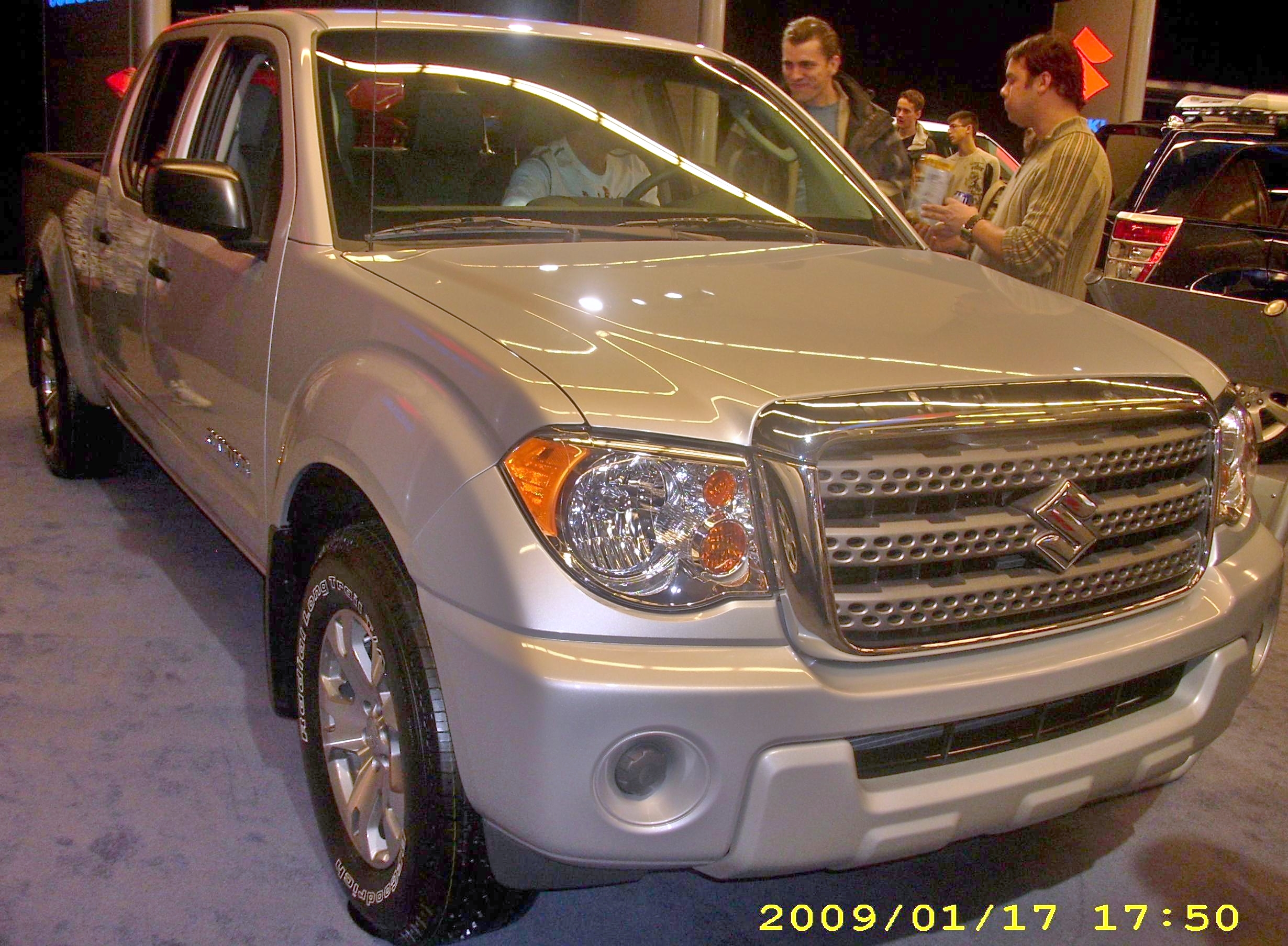

## 外部連結
- （英文）Car and Driver: Suzuki Equator （页面存档备份，存于）